# Madridejos (Cebu)
Pour les articles homonymes, voir Madridejos (homonymie).

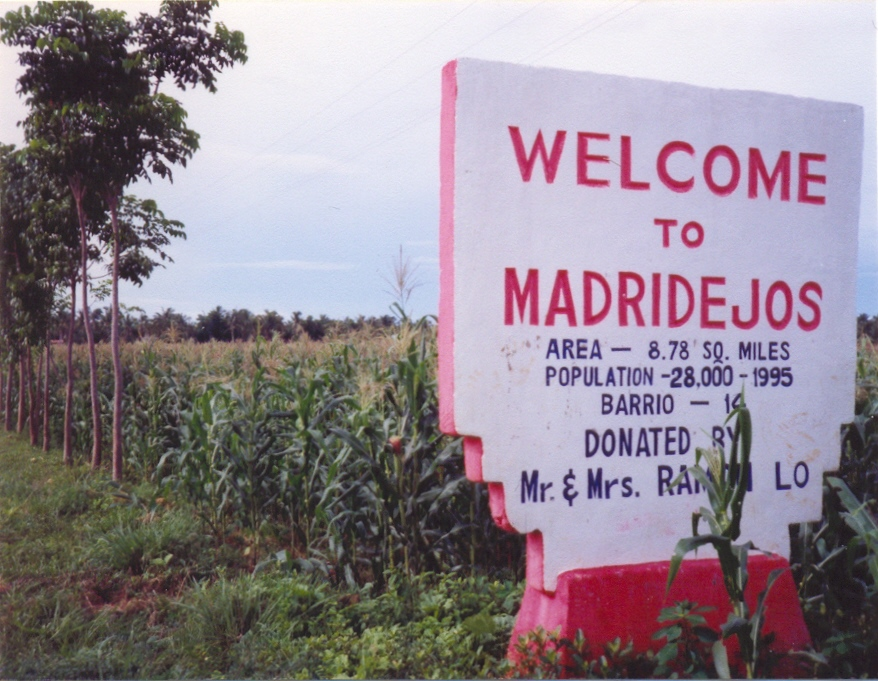
Le panneau d'entrée dans la municipalité de Madridejos - 25/07/2005

Madridejos est une municipalité de la province de Cebu, aux Philippines.
Elle forme la partie nord de l'Île Bantayan, au nord-ouest de l'île de Cebu.
En 2019, elle compte environ 38 000 habitants.